# Federación Mexicana de Bádminton
Die Federación Mexicana de Bádminton (FeMeBa) ist die oberste nationale administrative Organisation in der Sportart Badminton in Mexiko.

## Geschichte
Die erste nationale landesweite Föderation wurde bereits Anfang der 1930er Jahre gegründet und 1939 Mitglied im Weltverband IBF. 1942 kam das Verbandsleben zum Erliegen, auch aus der IBF trat man wieder aus. In Mexiko-Stadt wurde das Spiel nach dem Zweiten Weltkrieg schnell wiederbelebt, eine Verbandsgründung als Asociación de Bádminton de Mexico erfolgte jedoch erst im August 1961. In die IBF trat der Verband im März 1962 erneut ein. Der Verband wurde 1976 Gründungsmitglied im kontinentalen Dachverband Badminton Pan Am, damals noch unter dem Namen Pan American Badminton Confederation firmierend.  Als Federación Mexicana de Bádminton wurde der Verband am  5. November 1993 ins Register eingetragen. Der Sitz des Verbandes befindet sich in der Ciudad Deportiva Magdalena Mixhuca in Mexiko-Stadt. Der Verband gehört dem Nationalen Olympischen Komitee an.

## Bedeutende Veranstaltungen, Turniere und Ligen
- Mexico International
- Mexico Future Series
- Mexico City Grand Prix
- Mexican Juniors
- Einzelmeisterschaft
- Mannschaftsmeisterschaft
- Juniorenmeisterschaft

## Präsidenten
- Víctor Jaramillo Villalobos, 1961-1970
- Jorge Palazuelos Sr., 1971-197?
- Víctor Jaramillo Villalobos, 197?-1988
- Roy Díaz González, 1988-1992
- Fernando de la Torre, 1992
- Antonio Rangel, 1993
- ohne Präsident, 1994–1995
- Mario Tiburcio Gonzalez de la Vega, 1996-2000
- José Ramon Noria, 2000-2012
- Francisco Javier Orozco, 2012-